# União das Freguesias de Oliveira, São Paio e São Sebastião
Die União das Freguesias de Oliveira, São Paio e São Sebastião ist eine portugiesische Gemeinde (Freguesia) im Kreis (Concelho) Guimarães, Distrikt Braga, im Nordwesten Portugals.

## Geschichte
Die Gemeinde entstand im Zuge der Gebietsreform vom 29. September 2013 durch die Zusammenlegung der ehemaligen Gemeinden Oliveira do Castelo, São Paio und São Sebastião.
Guimarães wurde Sitz der neuen Verwaltung.

## Demographie

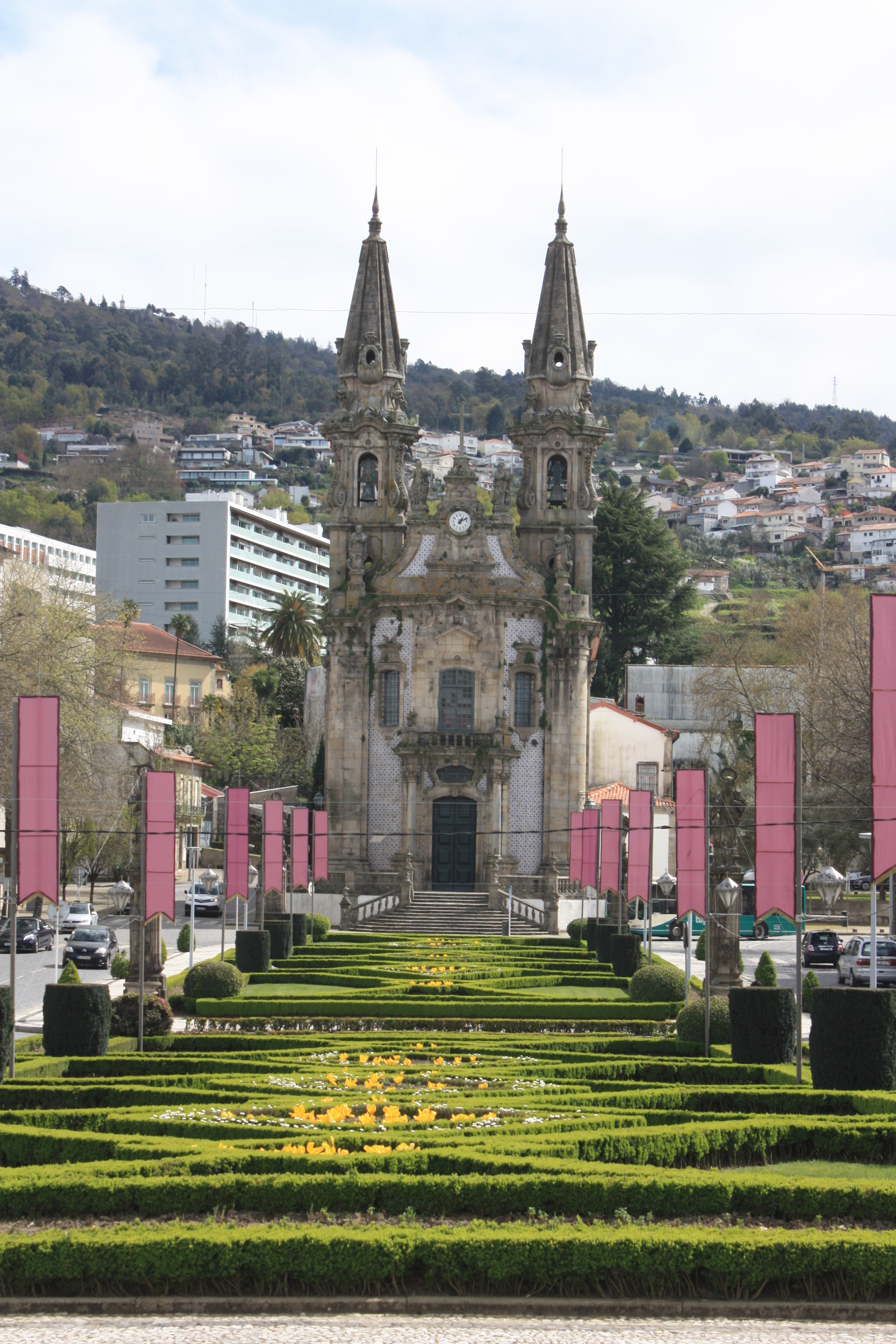
Nossa Senhora da Consolação

| Freguesia | Freguesia                          | Freguesia | Freguesia       | ehemalige Freguesias | ehemalige Freguesias | ehemalige Freguesias | ehemalige Freguesias |
| --------- | ---------------------------------- | --------- | --------------- | -------------------- | -------------------- | -------------------- | -------------------- |
| Wappen    | Freguesia                          | Einwohner | Fläche in (km²) | Wappen               | Freguesia            | Einwohner            | Fläche in (km²)      |
|           | Oliveira, São Paio e São Sebastião | 7832      | 1,55            |                      | Oliveira do Castelo  | 3251                 | 0,69                 |
|           | Oliveira, São Paio e São Sebastião | 7832      | 1,55            | São Paio             | 2880                 | 0,45                 |                      |
|           | Oliveira, São Paio e São Sebastião | 7832      | 1,55            | São Sebastião        | 1971                 | 0,41                 |                      |